# Saison 9 de Hawaii 5-0
Chronologie
Saison 8 Saison 10
Cet article présente la neuvième saison de la série télévisée américaine Hawaii 5-0.

## Distribution

### Acteurs principaux
- Alex O'Loughlin (VF : Alexis Victor) : Commandant Steven « Steve » McGarrett
- Scott Caan (VF : Jérôme Pauwels) : Lieutenant Danny Williams (18 épisodes)
- Chi McBride (VF : Lionel Henry (acteur)) : Capitaine Lou Grover
- Jorge Garcia (VF : Jerome Wiggins) : Jerry Ortega (20 épisodes)
- Meaghan Rath (VF : Pamela Ravassard) : Officier Tani Rey
- Ian Anthony Dale (VF : Bruno Choël) : Officier Adam Noshimuri (à partir de l'épisode 6)
- Beulah Koale (en) (VF : Eilias Changuel) : Officier Junior Reigns
- Taylor Wily (VF : Pascal Vilmen) : Kamekona Tuopola (7 épisodes)
- Dennis Chun (VF : Bertrand Dingé) : Sergent Duke Lukela (14 épisodes)
- Kimee Balmilero (en) (VF : Elsa Bougerie) : Dr Noelani Cunha (16 épisodes)

### Acteurs récurrents
- Shawn Anthony Thomsen : Officier Pua Kai (6 épisodes)
- Shawn Mokuahi Garnett : Flippa (8 épisodes)
- Zach Sulzbach : Charlie Williams (3 épisodes)
- Teilor Grubbs : Grace Williams (épisodes 12 et 13)
- Kunal Sharma : Koa Rey (3 épisodes)
- Brittany Ishibashi : Tamiko Masuda (épisodes 22 et 25)
- Joey Lawrence : Aaron Wright (épisodes 24 et 25)
- Claire Van Der Boom : Rachel (épisodes 12 et 15)

### Invités
- Mark Dacascos : Wo Fat (épisode 1)
- Rochelle Aytes : Agent Greer (épisodes 1,2,10 & 11)
- Andrew Lawrence : Eric Russo (épisode 5)
- Eddie Cahill : Carson Rhodes (épisode 6)
- Michelle Hurd : Renee Grover (épisode 8)
- Chosen Jacobs : Will Grover (épisode 8)
- Kekoa Kekumano : Nahele Huikala (épisode 8)
- Louis Gossett Jr. : Percy Grover Sr. (épisode 8)
- Gladys Knight : Ella Grover (épisode 8)
- Clifton Powell : Percy Lee "PJ" Grover Jr. (épisodes 8 & 24)
- Terry O'Quinn : Joe White (épisode 10)
- Michelle Borth : Catherine Rollins (épisode 11)
- Chris Vance : Harry Langford (épisode 11)
- Joan Collins : Amanda Savage (épisode 18)
- Willie Garson : Gerard Hirsch (épisode 19)
- Taryn Manning : Mary Ann McGarrett (épisode 23)
- José Zúñiga : Michael Flores

## Liste des épisodes

### Épisode 1:Ka ʻōwili ʻōka’i
- États-Unis /  Canada : 28 septembre 2018 sur CBS[1] / Global
- Suisse : 28 mars 2019 sur RTS Un
- Belgique : 10 novembre 2019 sur RTL-TVI
- France :  7 décembre 2019 sur M6

- États-Unis : 7,49 millions de téléspectateurs[2] (première diffusion)
- France : 2,014 millions de téléspectateurs[3] (première diffusion)

### Épisode 2:Ke Kanaka I Ha'ule Mai Ka Lewa Mai
- États-Unis /  Canada : 5 octobre 2018 sur CBS / Global
- Suisse : 28 mars 2019 sur RTS Un
- Belgique : 10 novembre 2019 sur RTL-TVI
- France :  7 décembre 2019 sur M6

- États-Unis : 7,39 millions de téléspectateurs[4] (première diffusion)
- France : 1,81 million de téléspectateurs[3](première diffusion)

### Épisode 3:Mimiki Ke Kai, Ahuwale Ka Papa Leho
- États-Unis /  Canada : 12 octobre 2018 sur CBS / Global
- Suisse : 4 avril 2019 sur RTS Un
- Belgique : 17 novembre 2019 sur RTL-TVI
- France :  14 décembre 2019 sur M6

- États-Unis : 7,68 millions de téléspectateurs[5] (première diffusion)
- France : 1,663 million de téléspectateurs[6] (première diffusion)

### Épisode 4:A'ohe Kio Pohaku Nalo i Ke Alo Pali
- États-Unis /  Canada : 19 octobre 2018 sur CBS / Global
- Suisse : 4 avril 2019 sur RTS Un
- Belgique : 17 novembre 2019 sur RTL-TVI
- France :  14 décembre 2019 sur M6

- États-Unis : 7,48 millions de téléspectateurs[7] (première diffusion)
- France : 1,43 million de téléspectateurs[6] (première diffusion)

### Épisode 5:A'ohe Mea 'Imi A Ka Maka
- États-Unis /  Canada : 26 octobre 2018 sur CBS / Global
- Suisse : 11 avril 2019 sur RTS Un
- Belgique : 24 novembre 2019 sur RTL-TVI
- France :  21 décembre 2019 sur M6

- États-Unis : 6,97 millions de téléspectateurs[8] (première diffusion)
- France : 1,459 million de téléspectateurs[9] (première diffusion)

### Épisode 6:Aia I Hi'Ikua; I Hi'Ialo
- États-Unis /  Canada : 2 novembre 2018 sur CBS / Global
- Suisse : 11 avril 2019 sur RTS Un
- Belgique : 24 novembre 2019 sur RTL-TVI
- France :  21 décembre 2019 sur M6

- États-Unis : 7,88 millions de téléspectateurs[10] (première diffusion)
- France : 1,54 million de téléspectateurs

### Épisode 7:Pua A'e La Ka Uwahi O Ka Moe
- États-Unis /  Canada : 9 novembre 2018 sur CBS / Global
- Suisse : 18 avril 2019 sur RTS Un
- Belgique : 1er décembre 2019 sur RTL-TVI
- France :  28 décembre 2019 sur M6

- États-Unis : 7,53 millions de téléspectateurs[11] (première diffusion)
- France : 1,659 million de téléspectateurs[12] (première diffusion)

Dans cet épisode Steve McGarrett joue le rôle de son grand-père qui porte le même nom, Danny joue le rôle de Milton Cooper, le coéquipier de Steve, Adam joue le rôle de Earl Blackstone, un mafieux, Tani joue celui de Alexa Alani, une chanteuse, Jerry celui de Mike Flanagan, un policier, Lou celui de Charles Sumner, le chef de la police, Junior celui d'Evan Kekoa, le frère de la victime, Duke celui du sergent Nakiuchi et Noelani celui du médecin.
On retrouve aussi une incohérence par rapport aux précédents épisodes : le grand-père de Steve était marin sur l'USS Arizona et était à Pearl Harbor lors de l'attaque selon l'épisode 22 de la saison 7 ; or dans cet épisode, il venait d'être viré de la police et était dans la maison d'un suspect lors de l'attaque de Pearl Harbor (cela reste quand-même à être vérifié).

### Épisode 8:Lele pū nā manu like
- États-Unis /  Canada : 16 novembre 2018 sur CBS / Global
- Suisse : 18 avril 2019 sur RTS Un
- Belgique : 1er décembre 2019 sur RTL-TVI
- France :  28 décembre 2019 sur M6

- États-Unis : 7,88 millions de téléspectateurs[13] (première diffusion)
- France : 1,53 million de téléspectateurs[12] (première diffusion)

### Épisode 9:Mai Ka Po Mai Ka 'oia'i'o
- États-Unis /  Canada : 30 novembre 2018 sur CBS / Global
- Suisse : 25 avril 2019 sur RTS Un
- Belgique : 8 décembre 2019 sur RTL-TVI
- France :  4 janvier 2020 sur M6

- États-Unis : 7,27 millions de téléspectateurs[14] (première diffusion)
- France : 1,719 million de téléspectateurs[15] (première diffusion)

### Épisode 10:Pio ke kukui, po'ele ka hale
- États-Unis /  Canada : 7 décembre 2018 sur CBS / Global
- Suisse : 25 avril 2019 sur RTS Un
- Belgique : 8 décembre 2019 sur RTL-TVI
- France :  4 janvier 2020 sur M6

- États-Unis : 7,81 millions de téléspectateurs[16] (première diffusion)
- France : 1,58 million de téléspectateurs[15] (première diffusion)

### Épisode 11:Hala i ke ala o'i'ole mai
- États-Unis /  Canada : 4 janvier 2019 sur CBS / Global
- Suisse : 2 mai 2019 sur RTS Un
- Belgique : 15 décembre 2019 sur RTL-TVI
- France :  11 janvier 2020 sur M6

- États-Unis : 7,19 millions de téléspectateurs[17] (première diffusion)
- France : 1,719 million de téléspectateurs[18] (première diffusion)

### Épisode 12:Ka hauli o ka mea hewa 'ole, he nalowale koke
- États-Unis /  Canada : 11 janvier 2019 sur CBS / Global
- Suisse : 2 mai 2019 sur RTS Un
- Belgique : 15 décembre 2019 sur RTL-TVI
- France :  11 janvier 2020 sur M6

- États-Unis : 7,96 millions de téléspectateurs[19] (première diffusion)
- France : 1,6 million de téléspectateurs[18] (première diffusion)

### Épisode 13:Ke iho mai nei ko luna
- États-Unis /  Canada : 18 janvier 2019 sur CBS / Global
- Suisse : 9 mai 2019 sur RTS Un
- France : 18 janvier 2020 sur M6
- Belgique : 10 mai 2020 sur RTL-TVI

- États-Unis : 7,61 millions de téléspectateurs[20] (première diffusion)
- France : 1,783 million de téléspectateurs[21] (première diffusion)

### Épisode 14:Ikliki i ka la o Keawalua
- États-Unis /  Canada : 1er février 2019 sur CBS / Global
- Suisse : 9 mai 2019 sur RTS Un
- France : 18 janvier 2020 sur M6
- Belgique : 10 mai 2020 sur RTL-TVI

- États-Unis : 7,87 millions de téléspectateurs[22] (première diffusion)
- France : 1,61 million de téléspectateurs[21] (première diffusion)

Danny Williams n’apparaît pas dans cet épisode

### Épisode 15:Ho‘Opio ‘Ia E Ka Noho Ali‘I A Ka Ua
- États-Unis /  Canada : 15 février 2019 sur CBS / Global
- Suisse : 16 mai 2019 sur RTS Un
- France : 25 janvier 2020 sur M6
- Belgique : 17 mai 2020 sur RTL-TVI

- États-Unis : 7,30 millions de téléspectateurs[23] (première diffusion)
- France : 1,989 million de téléspectateurs[24] (première diffusion)

### Épisode 16:Hapai ke kuko, hanau ka hewa
- États-Unis /  Canada : 22 février 2019 sur CBS / Global
- Suisse : 16 mai 2019 sur RTS Un
- France : 25 janvier 2020 sur M6
- Belgique : 17 mai 2020 sur RTL-TVI

- États-Unis : 7,11 millions de téléspectateurs[25] (première diffusion)
- France : 1,81 million de téléspectateurs[24] (première diffusion)

### Épisode 17:E'ao lu'au a kualima
- États-Unis /  Canada : 22 février 2019 sur CBS / Global
- Suisse : 23 mai 2019 sur RTS Un
- France : 1er février 2020 sur M6
- Belgique : 31 mai 2020 sur RTL-TVI

- États-Unis : 6,98 millions de téléspectateurs[25] (première diffusion)
- France : 1,54 million de téléspectateurs[26] (première diffusion)

### Épisode 18:Ai no i ka 'ape he mane'o no ko ka nuku
- États-Unis /  Canada : 8 mars 2019 sur CBS / Global
- Suisse : 23 mai 2019 sur RTS Un
- France : 1er février 2020 sur M6
- Belgique : 31 mai 2020 sur RTL-TVI

- États-Unis : 7,27 millions de téléspectateurs[27] (première diffusion)

Joan Collins : Amanda Savage

### Épisode 19:Pupuhi ka he’e o kai uli
- États-Unis /  Canada : 15 mars 2019 sur CBS / Global
- Suisse : 30 mai 2019 sur RTS Un
- France : 8 février 2020 sur M6
- Belgique : 7 juin 2020 sur RTL-TVI

- États-Unis : 6,51 millions de téléspectateurs[28] (première diffusion)
- France : 1,732 million de téléspectateurs[29] (première diffusion)

### Épisode 20:Ke ala o ka pu
- États-Unis /  Canada : 5 avril 2019 sur CBS / Global
- Suisse : 30 mai 2019 sur RTS Un
- France : 8 février 2020 sur M6
- Belgique : 7 juin 2020 sur RTL-TVI

- États-Unis : 6,84 millions de téléspectateurs[30] (première diffusion)
- France : 1,43 million de téléspectateurs[29] (première diffusion)

### Épisode 21:He kama na ka pueo
- États-Unis /  Canada : 12 avril 2019 sur CBS / Global
- Suisse : 6 juin 2019 sur RTS Un
- France : 15 février 2020 sur M6
- Belgique : 14 juin 2020 sur RTL-TVI

- États-Unis : 6,87 millions de téléspectateurs[31] (première diffusion)
- France : 1,591 million de téléspectateurs[32] (première diffusion)

### Épisode 22:O ke kumu, o ka mana, ho'opuka 'ia
- États-Unis /  Canada : 26 avril 2019 sur CBS / Global
- Suisse : 6 juin 2019 sur RTS Un
- France : 15 février 2020 sur M6
- Belgique : 14 juin 2020 sur RTL-TVI

- États-Unis : 6,62 millions de téléspectateurs[33] (première diffusion)
- France : 1,49 million de téléspectateurs[32] (première diffusion)

### Épisode 23:Ho'okahi no la o ka malihini
- États-Unis /  Canada : 3 mai 2019 sur CBS / Global
- Suisse : 13 juin 2019 sur RTS Un
- France : 22 février 2020 sur M6
- Belgique : 21 juin 2020 sur RTL-TVI

- États-Unis : 6,67 millions de téléspectateurs[34] (première diffusion)

### Épisode 24:Hewa ka lima
- États-Unis /  Canada : 10 mai 2019 sur CBS / Global
- Suisse : 13 juin 2019 sur RTS Un
- France : 22 février 2020 sur M6
- Belgique : 21 juin 2020 sur RTL-TVI

- États-Unis : 6,78 millions de téléspectateurs[35] (première diffusion)

### Épisode 25:Hana Mao 'ole ka ua o Waianae
- États-Unis /  Canada : 17 mai 2019 sur CBS / Global
- Suisse : 20 juin 2019 sur RTS Un
- France : 22 février 2020 sur M6
- Belgique : 21 juin 2020 sur RTL-TVI

- États-Unis : 5,11 millions de téléspectateurs[36] (première diffusion)